# Idiataphe batesi
Idiataphe batesi – gatunek ważki z rodziny ważkowatych (Libellulidae). Występuje na terenie Ameryki Południowej.